# Asparagus subscandens
Asparagus subscandens là một loài thực vật có hoa trong họ Măng tây. Loài này được F.T.Wang & S.C.Chen mô tả khoa học đầu tiên năm 1978.